# Ponte strallato di Porto Marghera
Il ponte strallato di Porto Marghera è un'infrastruttura stradale che attraversa il Canale Industriale Ovest e il fascio ferroviario che serve il polo industriale di Porto Marghera, giungendo al molo "A" dell'isola portuale del porto commerciale di Venezia.
Il ponte strallato si caratterizza esteticamente per un'insolita struttura ad andamento curvilineo, sostenuta da un alto pilone controinclinato ed è stato definito come un simbolo della riqualificazione dell'area industriale di Marghera.

## Storia
Nel 1997 l'autorità portuale di Venezia emanò un bando internazionale di progettazione per realizzare un collegamento che unisse le grandi arterie stradali del polo industriale di Porto Marghera, ovvero via del Commercio e via dell'Azoto con via dell'Elettricità.
Il progetto, vinto dallo studio parigino Jean Muller International (JMI), è stato esposto alla mostra "Venezia: la nuova architettura", organizzata nel 1999 dalla fondazione Giorgio Cini sull'isola di San Giorgio Maggiore. 
Nel 2002 la realizzazione del ponte strallato venne finalmente appaltata, i cui lavori si conclusero all'inizio del 2006 con una spesa di circa 20 milioni di euro

## Architettura
Il ponte strallato è sorretto da un unico pilone centrale di cemento armato precompresso alto 75,4 metri, realizzato in alveo nel mezzo della darsena del Canale Industriale Ovest e con un'inclinazione di circa 19° dall'asse. 
L'impalcato unico, realizzato in acciaio Corten autopatinante per resistere alla salsedine e all'ambiente industriale,  ha un complesso andamento curvilineo, con un raggio di curvatura di 175 metri, una parte aerea che si sviluppa per una lunghezza totale di 425 metri, con 18 stralli d'acciaio inguainati dislocati nei 231 metri centrali alla distanza di 10,5 metri uno dall'altro. Le due campate sono lunghe 105 e 126 metri e sono sostenute da nove stralli ognuna. Ogni strallo d'acciaio è composto da un numero variabile di trefoli galvanizzati (da 41 a 82, con un diametro variabile da 200 a 350 mm) e può sopportare un peso fino a 740 tonnellate. Complessivamente sono stati utilizzate 4.170 tonnellate di acciaio.
Il traffico veicolare avviene su una doppia carreggiata a due corsie, per una larghezza totale di 27,70 metri, con rampe di accesso realizzate in terra armata.
Fin dalla costruzione, l'intera infrastruttura è stata oggetto di un monitoraggio scientifico sulla dinamica con uso di sensori a fibra ottica di tecnologia SOFO. Le misurazioni di vibrazione ambientale sono state realizzate nel 2006, 2010 e 2011 e hanno constatato alcuni effetti di lungo periodo, tra cui una variazione del periodo naturale di vibrazione di alcuni stralli che conferma una variazione di tensione degli stessi